# Stjepan Vilov
Stjepan Vilov (? - 2. srpnja 1747.) je bio hrvatski franjevac i jezikoslovac.

## O Vilovu
Pripadao je budimskom krugu hrvatskih franjevačkih pisaca, zajedno s Marijanom Jaićem, Mihovilom Radnićem, Matijom Petrom Katančićem, Grgurom Ćevapovićem, Grgurom Peštalićem, Emerikom Pavićem, Lovrom Bračuljevićem i ostalima, koji je uvelike pridonio razvitku kulture Hrvata u Ugarskoj u 18. i 19. stoljeću.
Autor je više priručnika za bogoslove na latinskom. 
Uz Lovru Bračuljevića, Vilov je bio preteča rješenja u pravopisu na području hrvatskog Podunavlja, ali je doživio i širu primjenu u 18. stoljeću, i na područje Slavonije i Bačke u 18. stoljeću. U svom pravopisnom rješenju je spojio rješenja iz talijanskog i mađarskog pravopisa. Širenju tog pravopisnog rješenja su uvelike pridonijeli Stjepan Vilov i franjevac Jeronim Lipovčić.
Njegovo najznačajnije djelo mu je rasprava Razgovor prijateljski među kerstajaninom i ristjaninom, a tiskao ga je 1736. u Budimu, gdje je predavao filozofiju.
Uz to je davao t.zv. "opomene", odnosno naputke kako treba pisati pojedine glasove, što je njegov veliki doprinos.
Povijest ga bilježi i kao svećenika u maloj hrvatskoj zajednici u mjestašcu Senandriji kod Budimpešte.

## Djela
- Razgovor prijateljski među krstjaninom i ristjaninom (1736.)
- Tractatus de Deo uno et trino (rukopis)
- De sacra Scriptura (rukopis)
- Scripta theologica (rukopis)
- Philosophia naturalis seu phisica (rukopis)[2]

## Vanjske poveznice
- Scrinia Slavonica  Arhivirana inačica izvorne stranice od 15. travnja 2008. (Wayback Machine) Sudjelovanje slavonskih franjevaca u nacionalnom pokretu podunavskih Hrvata tijekom 19. i početkom 20. stoljeća
- Fabian-Handbuch Franziskanerkloster(Osijek)
- Croatica.hu  Arhivirana inačica izvorne stranice od 30. prosinca 2007. (Wayback Machine) Povijest Hrvata u Mađarskoj
- Matica hrvatska  Arhivirana inačica izvorne stranice od 8. kolovoza 2007. (Wayback Machine) Hrvatska književnost BiH od XIV. do sredine XVIII. stoljeća (6)
- Hrvatski glasnik  Arhivirana inačica izvorne stranice od 6. lipnja 2007. (Wayback Machine) Dalmatinci na sjeveru Madžarske
- Akadémiai Kiadó - Studia Slavica[neaktivna poveznica] Slovopis i pravopis fra Jeronima Lipovčića